# Северодонецкая и Старобельская епархия
Северодонецкая и Старобельская епархия — епархия Украинской православной церкви. Объединяет приходы и монастыри на территории Белокуракинского, Кременского, Новопсковского, Попаснянского, Сватовского, Старобельского и Троицкого районов Луганской области, а также городов Северодонецка, Лисичанска, Стаханова (Кадиевки) и Рубежного.
Кафедральный город — Северодонецк. Кафедральные соборы — Рождественский в Северодонецке и Николаевский в Старобельске.

## История
Учреждена на заседании Священного Синода Украинской Православной Церкви 31 мая 2007 года. Выделена из Луганской епархии.
Правящим архиереем Северодонецкой епархии был назначен епископ Серафим (Зализницкий), бывший до того управляющим Белоцерковской епархией, однако уже 4 июня 2007 года Священный Синод Украинской Православной Церкви выведен за штат согласно его прошению.
10 июня 2007 года управляющим Северодонецкой и Старобельской епархией назначен епископ Пантелеимон (Бащук), однако 27 июля 2007 года он был освобождён от управления Северодонецкой епархией и назначен правящим архиереем новосозданной Александрийской и Светловодской епархии.
Решением Синода УПЦ от 14 декабря 2007 года управляющим Северодонецкой епархией назначен епископ Агапит (Бевцик).
Решением Синода УПЦ от 20 декабря 2012 года архиепископ Агапит (Бевцик) освобождён от управления епархией и почислен на покой; управляющим Северодонецкой епархией назначен епископ Пантелеимон (Поворознюк).
5 января 2013 года из состава епархии были выделены и возвращены Луганской кафедре Беловодский, Марковский и Меловский районы на востоке епархии.

## Епископы
- 31 мая — 4 июня 2007 — Серафим (Зализницкий)
- 10 июня — 27 июля 2007 — Пантелеимон (Бащук)
- 29 июля — 14 декабря 2007 — Иларий (Шишковский)
- 14 декабря 2007 — 20 декабря 2012 — Агапит (Бевцик)
- 20 декабря 2012 — 5 января 2013 — Пантелеимон (Поворознюк)
- с 5 января 2013 — Никодим (Барановский)

## Монастыри
- Илии Фесвитянина в селе Ваваровке (мужской).
- Сергия Радонежского в пгт. Кременная (мужской).
- Скорбященский (иконы Божией Матери «Всех скорбящих Радость») в Старобельске (женский).